# Oxyeleotris paucipora
Oxyeleotris paucipora är en fiskart som beskrevs av Roberts, 1978. Oxyeleotris paucipora ingår i släktet Oxyeleotris och familjen Eleotridae. Inga underarter finns listade i Catalogue of Life.